# Art brut (kunst)

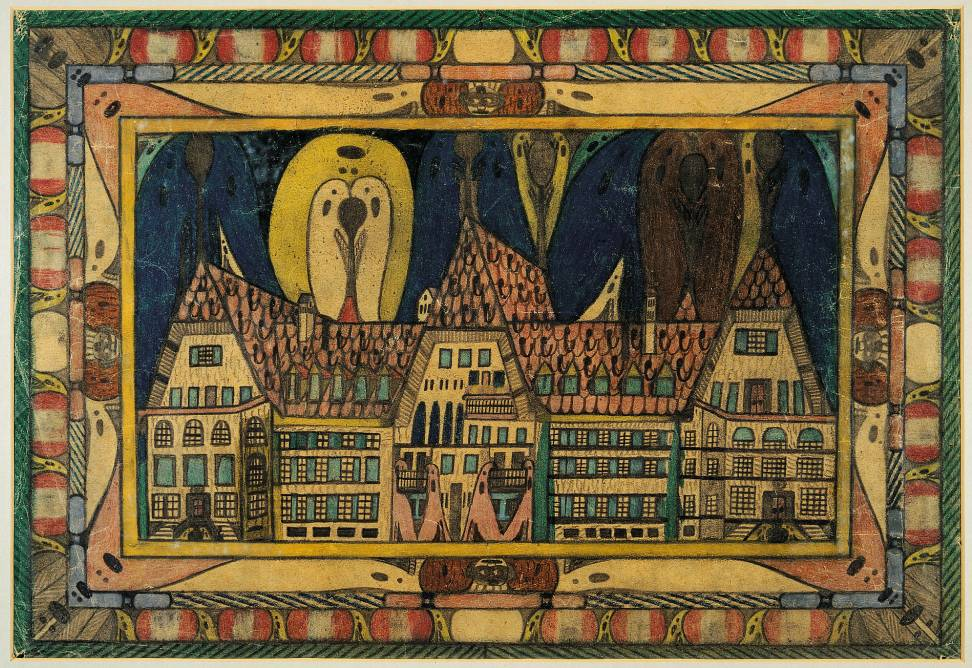
Adolf Wölfli: Waldau

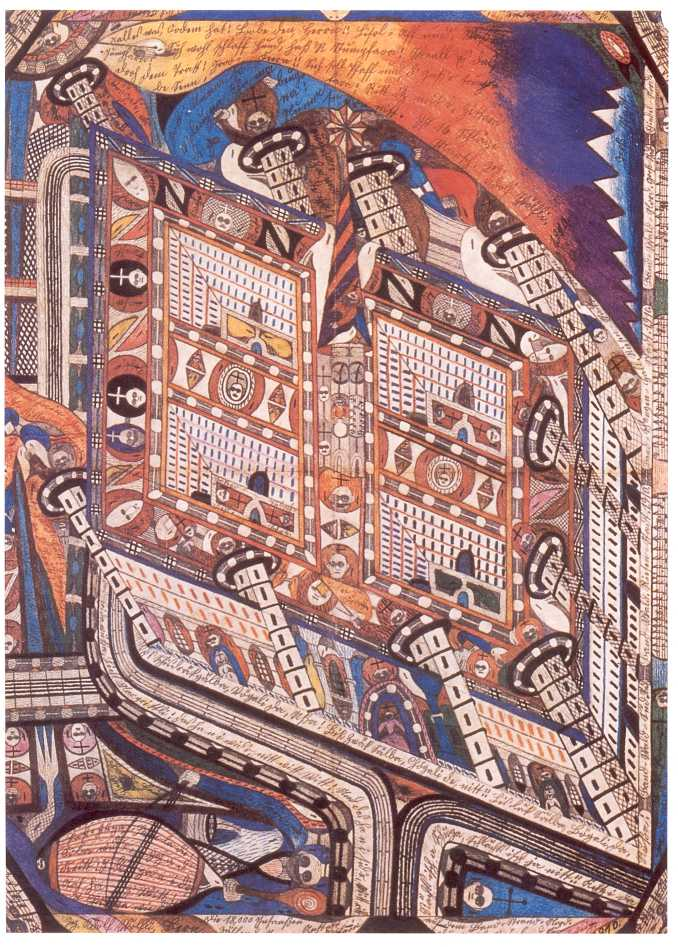
Adolf Wölfli's Irren-Anstalt Band-Hain, 1910

Art brut is een aanduiding voor een genre in de schilderkunst van de 20e eeuw en hedendaagse kunst. Men kan hier eigenlijk niet spreken over een stijl. Het begrip wordt voornamelijk gebruikt voor verschillend werk van – meestal autodidactische – kunstenaars, die de regels van de conventionele kunstwereld negeren of afwijzen en buiten de marges daarvan min of meer geobsedeerd hun eigen vormtaal en thematiek vervolgen. Sommige art-brutkunstenaars leden aan psychische stoornissen, verbleven in inrichtingen en gevangenissen. Men spreekt daarom ook wel van outsider art of outsiderkunst.

## Outsider art
In 1972 gebruikte Roger Cardinal in verband met art brut voor het eerst de term Outsider Art, in zijn geschrift "Cultural Conditioning," Outsider Art. Beide begrippen dekken dezelfde lading.
"Outsider art staat in een antagonistische relatie met de cultuur. Deze kunstenaars blijven fundamenteel asocialen, zowel met betrekking tot hun omgeving als met betrekking tot hun culturele context". Outsider art genereert hierdoor een wervelende stroom van nieuwe werelden, die uit de mens en de materie ontspringen. Haar taal is die van de subversiviteit, de weerspannigheid van het individu en de weerbarstigheid van de materie.
Het uit het Engels afkomstige begrip is echter ruimer, zodat het soms voor alles gebruikt wordt dat niet binnen de gevestigde kunstwereld valt ongeacht de verdere context.

## Geschiedenis
De Franse wijnhandelaar-kunstschilder Jean Dubuffet introduceerde het begrip Art Brut toen hij, in juni 1948, de Compagnie de l'Art Brut stichtte, te Parijs, samen met de geestelijk vader van het surrealisme André Breton en Jean Paulhan, in de kelders van de Galerie René Drouin op de Place Vendôme.
Het was daarbij de bedoeling exposities te organiseren van een kunst, die Dubuffet omschreef als "...allerlei producties (tekeningen, schilderijen, haakwerken, gemodelleerde of gesculpteerde figuren, enz.) met een spontaan en inventief karakter, die zo weinig mogelijk afhankelijk zijn van de gewone kunst of van culturele voorschriften en die voortkomen van duistere personen, die vreemd zijn aan de professionele artistieke milieus...". De gevestigde kunst noemde hij Art Culturel, die volgens hem echter nooit 'puur' kon zijn.
Er volgden geruchtmakende exposities van Adolf Wölfli, Aloïse Corbaz en anderen, doch de Compagnie hield het maar uit tot in oktober 1951. Ze werd heropgericht in juli 1962 maar nu ondergebracht in de Rue de Sèvres, 137. Naast de exposities publiceerde men, vanaf 1964, de Cahiers de l'Art Brut en l'Art Brut dans l'écrire.

## Tentoonstellingen en musea
De roem van de eerste generatie art-brutkunstenaars heeft ertoe geleid dat er tegenwoordig een grotere belangstelling is ontstaan voor outsider art. In vele klinieken is beeldende therapie nu een geaccepteerde behandelmethode. De gegroeide acceptatie heeft geleid tot een toename van presentaties van outsider art in kunstgaleries en musea.
- In Hengelo (Overijssel) vindt iedere twee jaar de internationale Art Brut Biennale plaats.
- In Zwolle was van 1994 tot ca. 2000 een museum voor naïeve kunst en outsider art gevestigd in Museum De Stadshof.[3]
- In 2016 werd in de Hermitage Amsterdam het Museum van de Geest | Outsider Art gevestigd.[4]
- In Villeneuve d'Ascq bij Rijsel (Frankrijk) is in het LAM (Lille Musee d'Art Moderne) een gehele, grote, vleugel aan art brut gewijd, waar talloze werken van zowel overleden als nog levende art-brutkunstenaars worden tentoongesteld.
- In Luik bevindt zich het MADmusée dat aan outsiderkunst is gewijd.
- Het Musée L in Louvain-la-Neuve bezit een belangrijke collectie art brut.
- Het Museum Dr Guislain in Gent bezit een belangrijke collectie art brut.

## Belangrijke vertegenwoordigers van de art brut
| - Horst Ademeit - Aloïse Corbaz - Baya - Else Blankenhorn - Benjamin Bonjour - Karl Brendel - Robert Burda - Ferdinand Cheval - Joseph Crépin - Henry Darger - Alén Diviš - Jean Dubuffet - Paul End - Johann Fischer - Auguste Forestier - Robert Garcet - Giordano Gelli | - Madge Gill - Johann Hauser - Paul Salvator Goldengruen - Ernst Herbeck - Oskar Herzberg - Emile Josome Hodinos - Wolfgang Hueber - Karl Hans Janke - Karl Junker - Franz Kamlander - Adam Dario Keel - August Klett - Hans Krüsi - Yayoi Kusama - Augustin Lesage - Alexander Pawlowitsch Lobanow - Raphaël Lonné | - Angus McPhee - Barbus Müller - Heinrich Anton Müller - August Natterer - Michel Nedjar - Nikifor - Heinrich Nuesslein - Guillaume Pujolle - Marco Raugei - Emile Ratier - Heinrich Reisenbauer - André Robillard - Eugenio Santoro - Friedrich Schröder Sonnenstern - Armand Schulthess - Gérard Sendrey - Helga Sophia | - Louis Soutter - Marcel Storr - Theo - Oswald Tschirtner - Willem van Genk - Pellegrino Vignali - Oskar Voll - August Walla - Kurt Wanski - Alois Wey - Scottie Wilson - Josef Wittlich - Adolf Wölfli - Birgit Ziegert - Carlo Zinelli |

### Voorbeelden van outsider art
- Willem van Genk (1927-2005) was een belangrijke representant van de outsider art in Nederland. Hij concentreerde zich in zijn werk op de buitenwereld, met name op transportmiddelen.
- De Belg Sylvain Cosijns tekent op kinderlijk eenvoudige wijze mysterieuze gedaanten zonder gezicht, die aldus als geesten ronddwalen.
- Pascal Tassini (eveneens uit België) hanteert een opeenhoping van knopen om uiting te geven aan de zonderlinge denkbeelden van het Ik en de Binnenwereld.
- Hendrik Heffinck (Kunstwerkplaats De Zandberg, Harelbeke) recycleert vindmateriaal en transformeert dit tot prikkelende installaties.

## Outsidermuziek

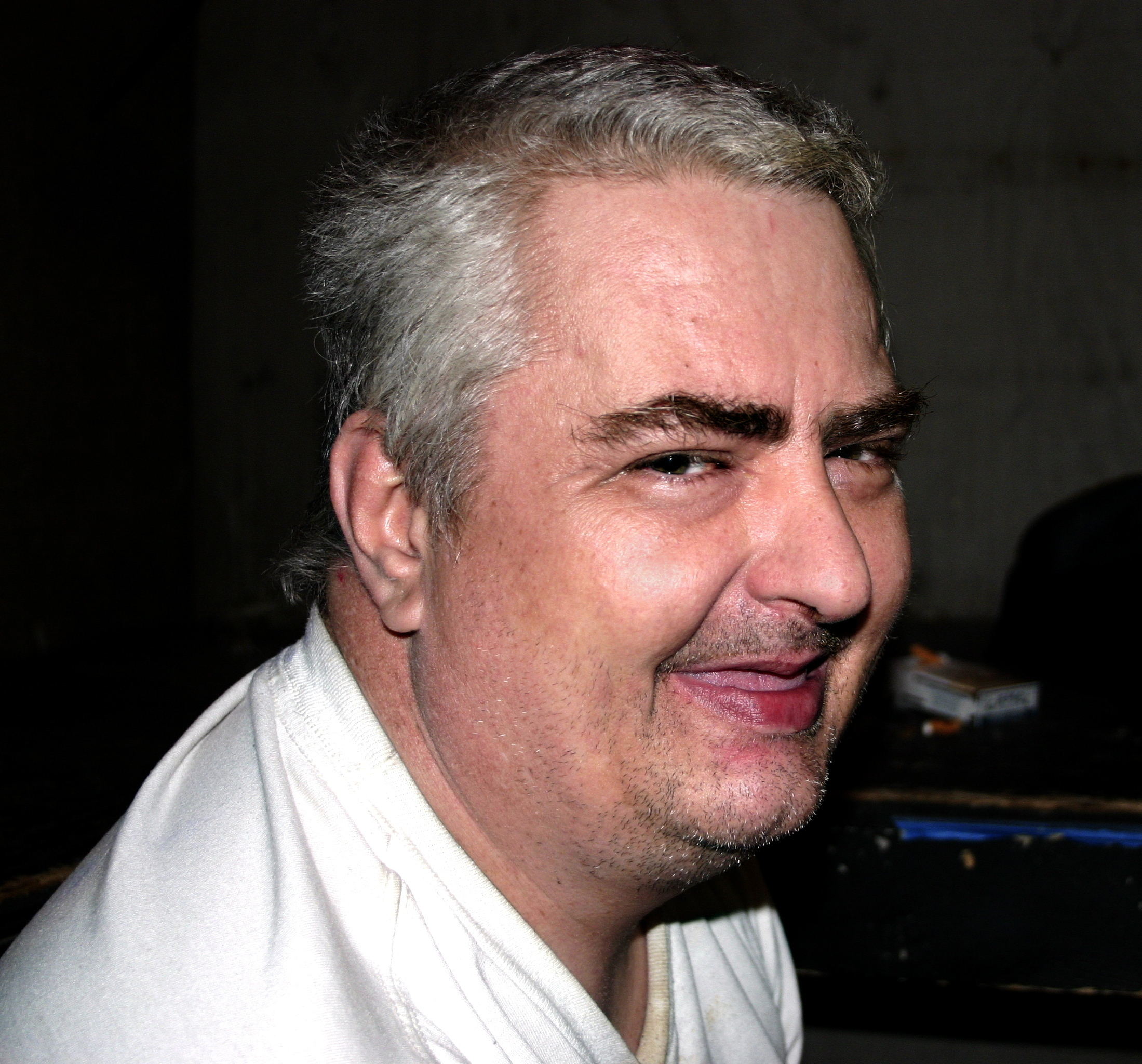
Daniel Johnston werd populair met liedjes die hij in zijn kelder opnam met een cassetterecorder

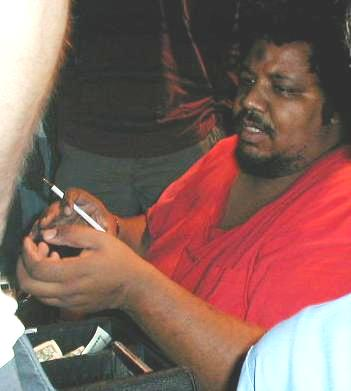
Wesley Willis stond bekend om zijn bizarre liedjes die hij over voorgeprogrammeerde keyboarddemo's zong

Outsidermuziek is een term die in het midden van de jaren 90 van de vorige eeuw door de journalist en muziekhistoricus Irwin Chusid gebruikt werd om liedjes en composities aan te duiden van muzikanten die buiten de commerciële muziekindustrie stonden, doordat zij ofwel geen muzikale opleiding hadden ofwel de conventies afwezen. In sommige gevallen was hun onaangepastheid ook het gevolg van excessief drugsgebruik of schizofrenie. Chusid stelt twee voorwaarden aan outsidermuziek:
1. Authenticiteit, oprechtheid en echtheid. De artiest doet een eerlijke artistieke uiting. Hierdoor worden komische acts uitgesloten.
2. Gebrek aan zelfbewustzijn. De artiest heeft niet door hoe anders zijn muziek is in vergelijking met de mainstream. Hierdoor wordt experimentele muziek uitgesloten.

Bekende muzikanten die als outsiders genoemd en soms zeer bewonderd worden, zijn onder anderen: 
- Farrah Abraham
- Syd Barrett
- Captain Beefheart
- Cherry Sisters
- Jad Fair
- Florence Foster Jenkins
- John Frusciante (tijdens zijn heroïne-verslaving)
- Half Japanese
- Charles Ives
- Jandek
- Daniel Johnston
- Legendary Stardust Cowboy
- Joe Meek
- Moondog
- Harry Partch
- The Shaggs
- William Shatner
- Tiny Tim
- Wild Man Fischer
- Wesley Willis
- Brian Wilson
- Wing

## Outsiderliteratuur
Outsiderliteratuur is de literaire variant op art brut – dat hedendaagse en schilderkunst betreft – maar ook een variant op muziek door outsiders. In 1982 verscheen een editie van het literaire tijdschrift Raster met als titel Gestoorde teksten. Benadrukt wordt in de inleiding dat het bijvoeglijk naamwoord 'gestoord' op de teksten slaat, niet op de auteurs ervan. Bijna veertig jaar later wijdde het Vlaamse literaire tijdschrift DW B (Dietsche, Warande en Belfort) een editie aan wat de curatoren van het tijdschrift 'excentrische literatuur' noemen. In de inleiding leggen de curatoren uit dat het excentrische slaat op de teksten, en niet op de auteurs ervan. In de academische wereld wordt toch echter van outsiderliteratuur gesproken, getuige de studie uit 2020 van Arnout de Cleene, die als titel Outsiderliteratuur draagt. De ondertitel hiervan luidt: "Waanzinnige" auteurs in het Nederlands-Franstalige discours na 1960. Een kritiek op de term outsiderliteratuur kan zijn dat deze omschrijving te veel nadruk legt op de sociale status van de auteurs, en te weinig op wat zij schrijven.